# Turanium tekeorum
Turanium tekeorum là một loài bọ cánh cứng trong họ Cerambycidae.